# Вакаро (Потенца)
Вакаро (итал. Vaccaro) је насеље у Италији у округу Потенца, региону Базиликата.
Према процени из 2011. у насељу је живело 59 становника. Насеље се налази на надморској висини од 595 м.